# Departamento de Guachipas
Departamento de Guachipas är en kommun i Argentina.   Den ligger i provinsen Salta, i den norra delen av landet, 1 200 km nordväst om huvudstaden Buenos Aires. Antalet invånare är 3 193. Arean är 2 785 kvadratkilometer.
Terrängen i Departamento de Guachipas är mycket bergig.
I omgivningarna runt Departamento de Guachipas växer i huvudsak lövfällande lövskog. Trakten runt Departamento de Guachipas är nära nog obefolkad, med mindre än två invånare per kvadratkilometer.